# Reloj astronómico de Exeter

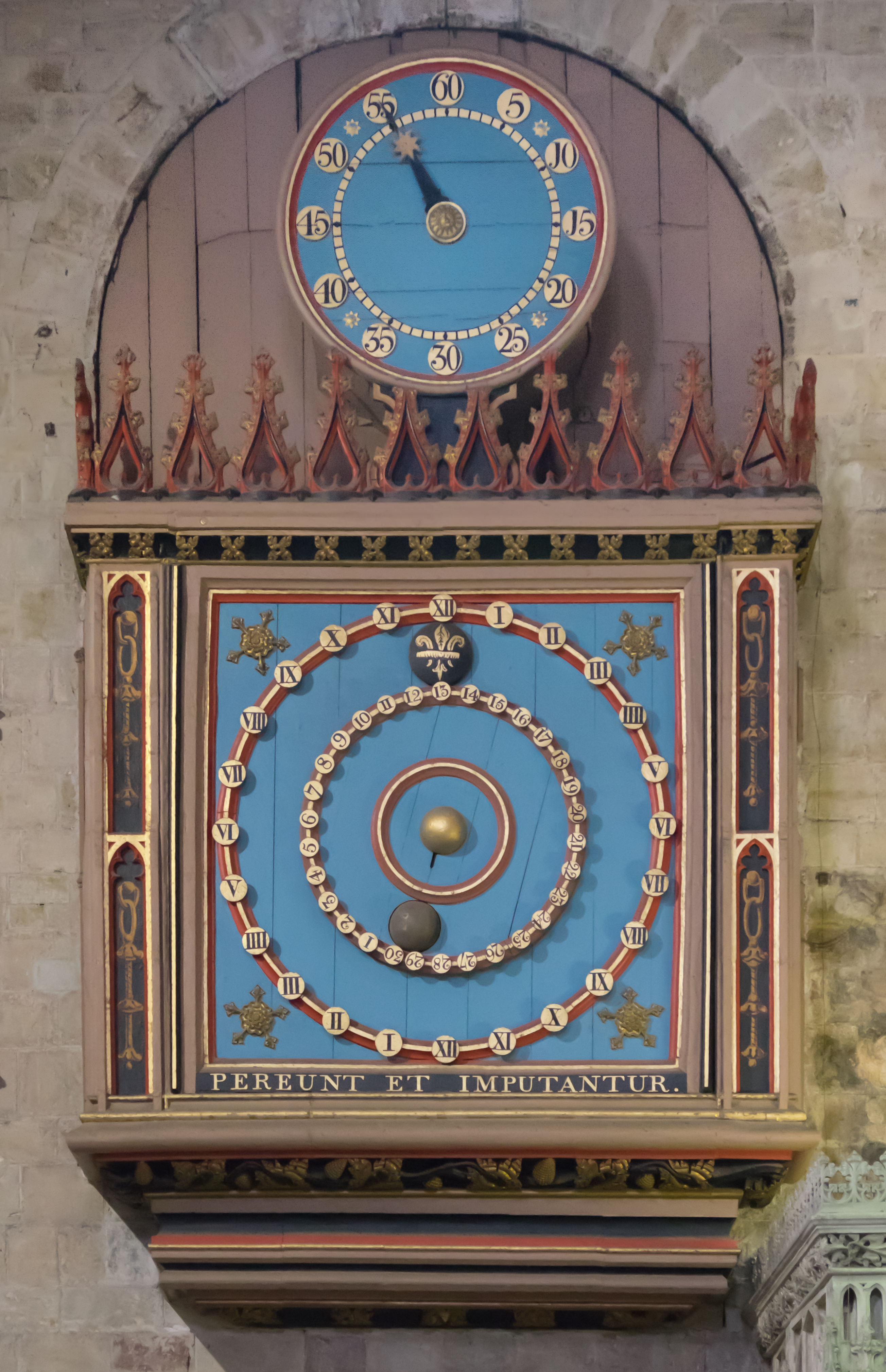
Reloj astronómico de la catedral de Exeter.

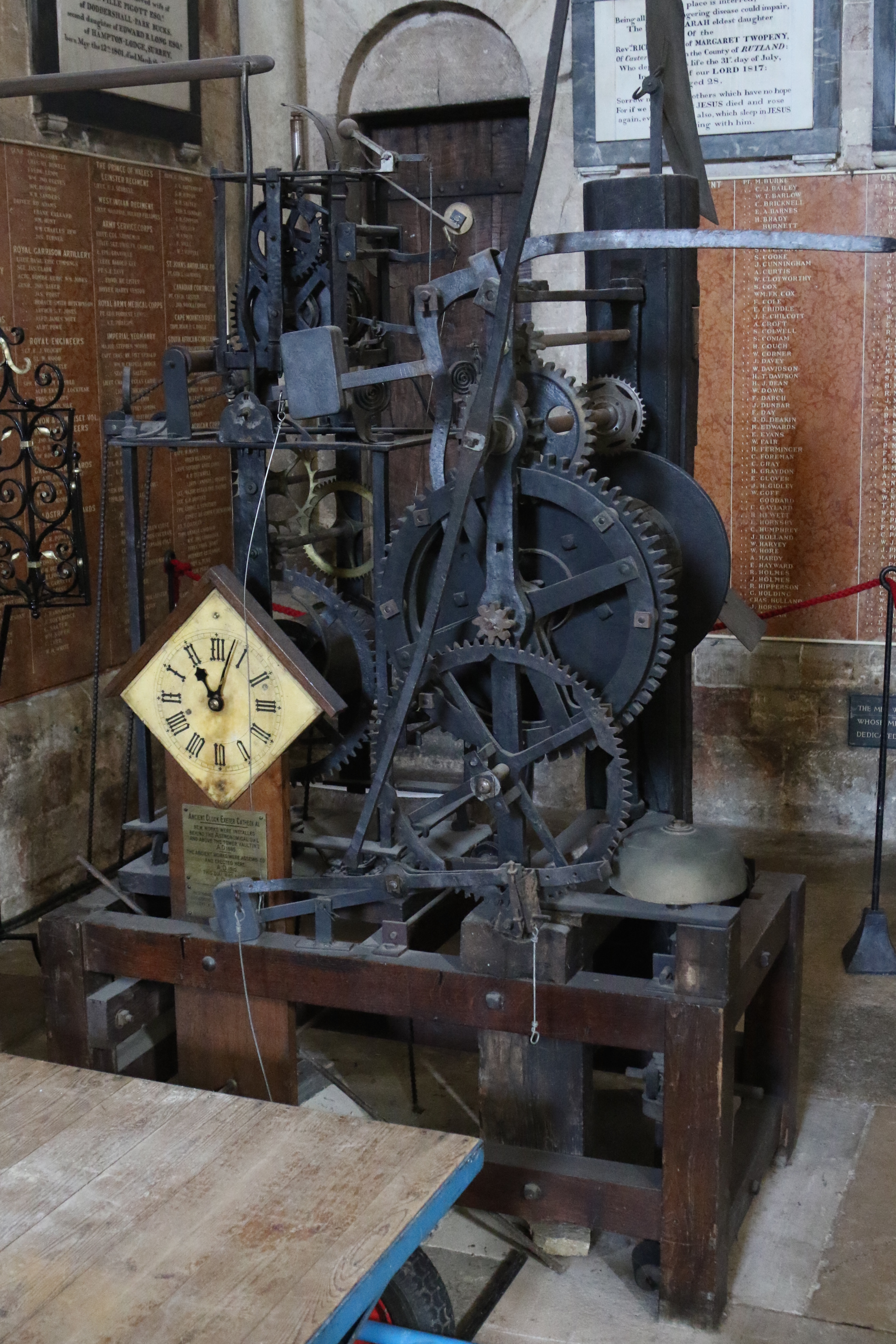
Mecanismo primitivo del reloj astronómico que fue retirado en 1885, pero restaurado por John James Hall en su posición actual sobre el suelo del crucero norte en 1910.

El Reloj Astronómico de Exeter es un reloj astronómico del siglo XV situado en la Catedral de Exeter, Inglaterra. Indica la hora del día, el día del mes lunar y la fase lunar. El mecanismo moderno del reloj fue instalado en 1885 por Gillett & Bland de Croydon, y restaurado en 1910.

## Historia y descripción
Se cree que el reloj data de alrededor de 1484.
El círculo numerado más exterior de la esfera principal está decorado con una flor de lis que representa al Sol, que orbita la esfera una vez cada 24 horas. Esto indica la hora del día, contada de I a XII en números romanos, primero en el hemisferio derecho y luego en el izquierdo de la esfera. Este es un ejemplo de esfera analógica de 24 horas. La cola de la flor de lis del Sol señala el día del mes lunar en el anillo numerado interior. La Luna, mitad negra y mitad plateada, dentro del anillo del mes lunar, gira sobre su eje para mostrar la fase lunar correcta. La Tierra está representada como una bola dorada fija en el centro de la esfera. La inscripción en latín "Pereunt et imputantur" debajo de la esfera principal puede interpretarse como "Las horas pasan y se nos descuentan".
Una pequeña campana situada detrás de la esfera del reloj da las campanadas de los cuartos de hora. A cada hora, suena la campana en la torre superior. En 1759 se añadió la esfera superior más pequeña, con una sola aguja para indicar los minutos.
La sala del reloj se encuentra detrás de la esfera, en la pared norte del crucero, y todavía alberga el mecanismo del reloj. Se accede a ella a través de una puerta visible en el muro de piedra, justo debajo del reloj. De acuerdo con la tradición, el agujero redondo practicado en la parte inferior de la puerta servía para que el gato de la catedral entrara y mantuviera el reloj libre de ratones y ratas. En 1885, Gillett & Bland, de Croydon, instaló el mecanismo moderno del reloj.
El reloj fue restaurado en 1910 por John James Hall FRAS.
El reloj tiene la fama de ser el origen de la rima infantil Hickory Dickory Dock, probablemente inspirada en el agujero redondo de la puerta descrito anteriormente.